# Jewgeni Iwanowitsch Jelin

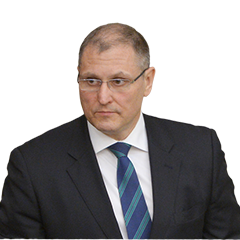
Jewgeni Iwanowitsch Jelin

Jewgeni Iwanowitsch Jelin (russisch Евгений Иванович Елин; * 8. Mai 1962 in Leningrad) ist ein russischer Politiker. Vom 15. bis 30. November 2016 war er kommissarischer Minister für wirtschaftliche Entwicklung der Russischen Föderation.

## Leben
Jelin absolvierte 1985 das Leningrader „Kalinin“-Polytechnikum und promovierte anschließend in Wirtschaftswissenschaften. Von 1985 bis 1990 war er in verschiedenen Positionen bei Elektrosila, dem Moskauer Bezirkskomitee des Komsomol und Wneschenergomasch beschäftigt. Zwischen 1991 und 1996 war er Manager an der Leningrader Börse, zwischen 1996 und 2000 Direktor der Sberbank und der Bank Saint Petersburg. Von 2000 bis 2004 leitete er die Abteilung für öffentliche Gelder im russischen Finanzministerium. Ab 2004 bis 2009 war er Generaldirektor des St. Peterburger Bauunternehmens Bris, des St. Peterburger Technologieparks sowie erster stellvertretender Direktor von Siberia Airlines. 2009 wurde er Mitglied des St. Peterburger Stadtrates im Ausschuss für Wirtschaftsentwicklung, Industrie und Handel. 2012 wurde er Vizegouverneur der Region Leningrad und Vorsitzender des Finanzausschusses. Seit 2013 war er stellvertretender Wirtschaftsminister Russlands. Im November 2016 wurde er kommissarischer Wirtschaftsminister, als Nachfolger von Alexei Walentinowitsch Uljukajew. Am 30. November 2016 wurde Maxim Oreschkin zum neuen Wirtschaftsminister ernannt. Jelin wurde zum Stellvertreter von Oreschkin und bekleidete diesen Posten bis zu seinem Rücktritt im Juli 2017.
Ende Januar 2019 wurde er zum Vize-Gouverneur der Stadt Sankt Petersburg für wirtschaftliche Fragen berufen.